# Classe Cape Ducato
La classe Cape Ducato (ou Cape-D) est une classe de cinq navires rouliers  de l'US Navy utilisés pour transporter rapidement les équipements des unités militaires américaines comme les chars, les hélicoptères, les véhicules à roues et autres équipements lourds, afin de soutenir les forces déployées à travers le monde.

## Histoire
Construit par Eriksbergs MV AB en Suède et les Ateliers et Chantiers de France-Dunkerque entre 1971 et 1973, les navires ont d’abord servis comme navire de commerce avant d'être acheté par le United States Maritime Administration (MARAD) à la fin de 1985, à la Barber Steamship Company.
En 1998, après l'ouragan Mitch, le Cap Ducato est l'un des nombreux navires qui transporte des matériaux de construction pour le Nicaragua. Au début des années 2000, les cinq navires de la classe ont été utilisés à l'appui de l'Opération Enduring Freedom. En mars 2003 les Cap Ducato et Cap Douglas font partie d'une force de six navires transportant une partie de la 4e division d'infanterie des États-Unis vers le Koweït en préparation à la Guerre d'Irak.
Les cinq navires de la classe Cape Ducato sont en 2010 à quai à Charleston en Caroline du Sud dans le cadre de la National Defense Reserve Fleet. Ils sont maintenus en Reduced Operational Status "ROS-5", qui permet une remise en service complète dans les cinq jours sous le commandement du Military Sealift Command. Le Cape Diamont est rénové en 2022 au chantier naval d'Alabama. Ils sont toujours en activité en 2024.

## Navires
- MV Cape Ducato (T-AKR-5051), quille posée en 1972 sous le nom de MV Barranduna aux chantiers Eriksbergs MV AB, en Suède. Acheté à Barber Steamship Co. par la MARAD, et mis en service le 18 novembre 1985[5].
- MV Cape Douglas (T-AKR-5052), quille posée en 1972-73 sous le nom de MV Lalandia aux chantiers Eriksbergs MV AB, en Suède. Acheté à Barber Steamship Co. par la MARAD, et mis en service le 11 novembre 1985[6].
- MV Cape Domingo (T-AKR-5053), quille posée en 1971-72 sous le nom de MV Tarago aux chantiers Ateliers et Chantiers de France. Acheté à Barber Steamship Co. par la MARAD, et mis en service le 28 octobre 1985[7].
- MV Cape Decision (T-AKR-5054), quille posée en 1972 sous le nom de MV Tombarra aux chantiers Eriksbergs MV AB, en Suède. Acheté à Barber Steamship Co. par la MARAD, et mis en service le 10 octobre 1985[8].
- MV Cape Diamond (T-AKR-5055), quille posée en 1972 sous le nom de MV Tricolor aux chantiers Ateliers et chantiers de France a Dunkerque. Acheté à Barber Steamship Co. par la MARAD, et mis en service le 16 octobre 1985[9].